# Joseph Kanon
Joseph Kanon (1946) is een Amerikaans auteur van thriller- en spionageromans.

## Biografie
Kanon werd geboren in Pennsylvania en studeerde aan de Harvard-universiteit en het Trinity College (Cambridge) van de Universiteit van Cambridge. Na zijn studie werd hij hoofdredacteur, bestuursvoorzitter van de uitgeverijen Houghton Mifflin Harcourt en E. P. Dutton. In 1995 begon hij met het schrijven van spionageromans. Al zijn romans voltrekken zich in de periode tussen de Tweede Wereldoorlog en begin jaren '50, waarbij hij dankbaar gebruik maakt van werkelijke gebeurtenissen, zoals de Conferentie van Potsdam en het Manhattanproject.

## Filmografie
Enkele romans van Joseph Kanon zijn verfilmd:
- De goede Duitser is in 2006 verfilmd als The Good German met in de hoofdrollen George Clooney en Cate Blanchett